# باتريك جورمان
باتريك جورمان (بالإنجليزية: Patrick Gorman)‏ هو مستشار سياسي وسياسي أسترالي، ولد في 12 ديسمبر 1984 في أستراليا. حزبياً، نشط في حزب العمال الأسترالي. في 2018 Perth by-election ‏، انتخب عضو مجلس النواب الأسترالي عن دائرة Division of Perth ‏ (28 يوليو 2018 – ).